# Рямський
Рямський (рос. Рямской) — селище у Краснозерському районі Новосибірської області Російської Федерації.
Входить до складу муніципального утворення Коневська сільрада. Населення становить 41 особа (2010).

## Історія
Згідно із законом від 2 червня 2004 року органом місцевого самоврядування є Коневська сільрада.

## Населення
| 1926 | 2002 | 2007 | 2010 |
| ---- | ---- | ---- | ---- |
| 80   | ↗195 | ↘183 | ↘41  |